# كونيهيكو أكبان
كونيهيكو أكبان (باليابانية: 赤羽 邦彦) (20 أغسطس 1972 في ناغانو في اليابان – )؛ هو لاعب كرة قدم سابق كان يلعب كمدافع.